# Hoestdrank

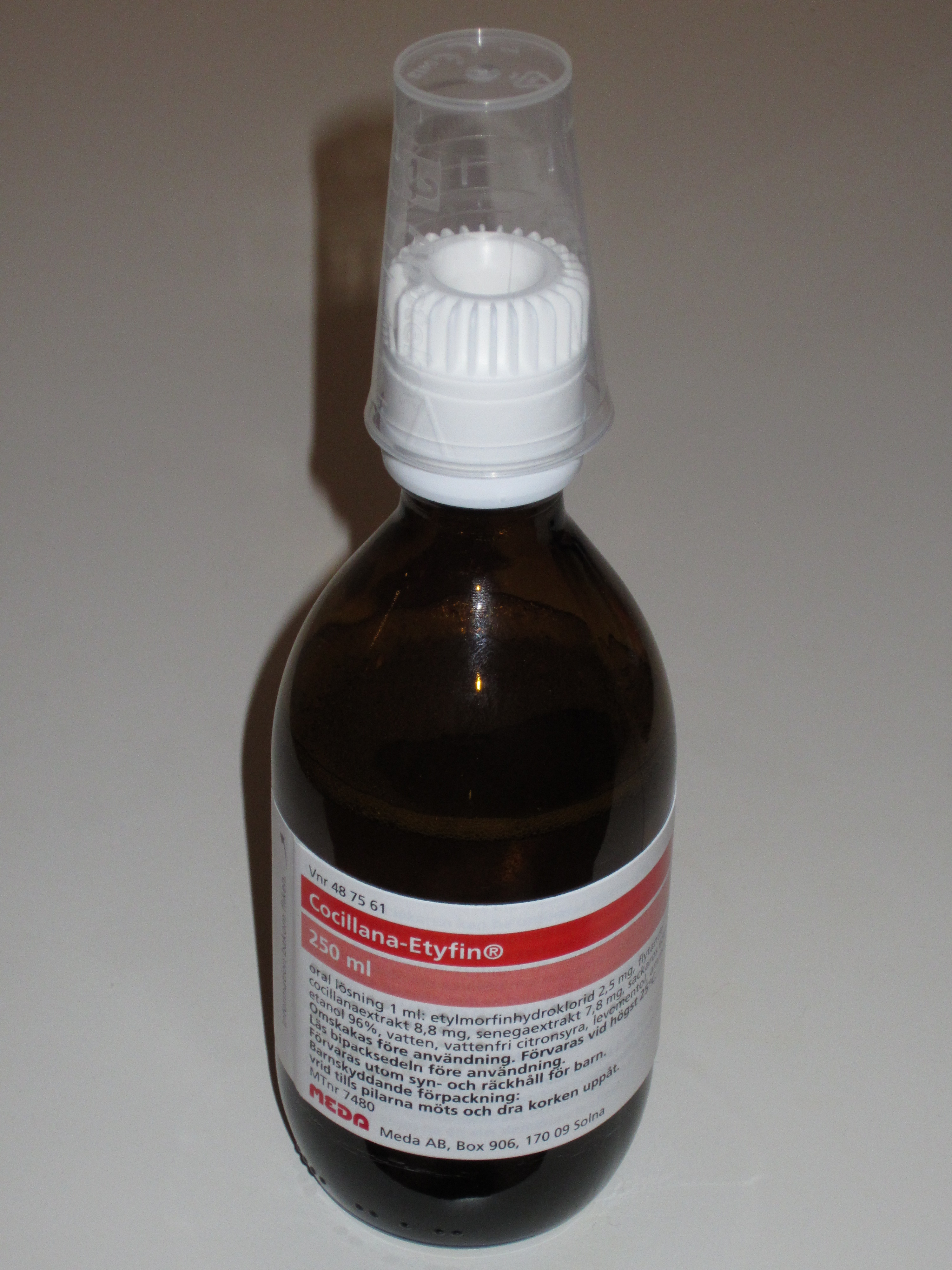
Cocillana (Ethylmorphine)

Een hoestdrank of antitussivum is een vloeibaar geneesmiddel, waarvan verondersteld wordt, dat het effect heeft op hoesten.

## Hoesten
Hoesten is een reflexmatige explosieve uitademing, die ontstaat bij prikkeling van de luchtwegen en deze reinigt van slijm en vreemde voorwerpen. De meeste hoest wordt veroorzaakt door een virale bovenste luchtweginfectie (verkoudheid) en verdwijnt vanzelf zodra deze infectie overwonnen is, of, als de luchtwegen wat overgevoelig aangelegd zijn, na enkele weken. Behandeling van deze voorbijgaande hoest is niet nodig. Een andere oorzaak van hoest is het (mee)roken van sigaretten, in dat geval kan beter daarmee worden opgehouden.
De Belgische Geneesmiddelencommissie is na een evaluatie van alle hoestsiropen die in België op de markt zijn van mening dat de vermeende heilzame werking van de siropen bij kinderen te weinig is aangetoond. Hoestsiroop wordt volgens de commissie meestal verkeerd gebruikt en er is veel kans op overdosering met bijwerkingen zoals slaperigheid en zelfs ernstige ademhalingsproblemen. Wanneer de hoest afneemt door het slikken van hoestremmers wordt het achterliggende ziektebeeld gemaskeerd, waardoor ernstige aandoeningen (onder andere astma en reflux) soms te laat opgemerkt worden en de behandeling ervan bemoeilijkt wordt. Om deze reden pleit de commissie voor een verbod op het gebruik van hoestsiroop bij kinderen onder de twaalf jaar.

## Soorten hoestdrank

### Emollientia; middelen zonder werkzame bestanddelen
Tot de emollientia worden gerekend farmacologisch indifferente stropen, slijmige vloeistoffen en zuigtabletten of hoestbonbons. De werking zou berusten op de vorming van een beschermend laagje over de geprikkelde slijmvliezen in de farynx; door de verzachtende werking op de slijmvliezen zou de hoestprikkel gunstig beïnvloed worden. Dit soort middelen bevat geen werkzame bestanddelen, maar kan ook niet veel kwaad. Tot de emollientia behoren; althea, honing, saccarose, tijm, wilde tijm.

### Expectorantia: middelen die het ophoesten vergemakkelijken door de slijmproductie te verhogen
Expectorantia zijn middelen die het ophoesten moeten vergemakkelijken door de slijmproductie te verhogen. Dit effect zou bewerkstelligd worden door lokale irritatie van receptoren in de maagmucosa, waardoor via de nervus vagus de slijmsecretie in de bronchi wordt verhoogd. De werkzaamheid is moeilijk vast te stellen; goed klinisch onderzoek ontbreekt. Combinatie van hoestprikkeldempende stoffen en expectorantia is irrationeel, omdat het dempen van de hoestprikkel de bevordering van het ophoesten van bronchussecreet tegengaat. Onder de expectorantia vallen; ammoniumchloride, anijs, ipecacuanha, sulfoguaiacolzuur.

### Mucolytica: zogenaamde slijmoplossers
Mucolytica beogen de visco-elasticiteit van bronchussecreet te verlagen, waardoor het secreet makkelijker kan worden opgehoest. Mucolytica worden daarom toegepast bij aandoeningen van de luchtwegen, waarbij ophoping van secreet plaatsvindt.
Tot de mucolytica behorden; acetylcysteïne, ambroxol, broomhexine, carbocisteïne, dornase, mercapto-ethaansulfonzuur en myrtus
Zowel acetylcysteïne als mercapto-ethaansulfonzuur hebben een vrije thiolgroep en kunnen daardoor de disulfidebanden van mucopolysachariden verbreken. Carbocisteïne heeft een thiolgroep die niet vrij is; het werkingsmechanisme is niet duidelijk. Broomhexine heeft een heel andere structuur dan bovengenoemde stoffen en heeft ook geen thiolgroep. Het werkingsmechanisme berust waarschijnlijk op de vorming van meer en dunner secreet en mogelijk ook op de beïnvloeding van een mucolytisch enzym.
Dornase is een enzym dat extracellulair DNA kan splitsen, vanwege dit specifieke mechanisme wordt het toegepast bij cystische fibrose.
Er zijn volgens het Farmacotherapeutisch Kompas geen aanwijzingen dat deze stoffen een slijmoplossend effect hebben.

### Hoestprikkeldempende stoffen
Hoestprikkeldempende stoffen kunnen de hoestprikkeldrempel verlagen in de medulla oblongata  in het centraal zenuwstelsel. Het is niet bekend welke receptoren hierbij een rol spelen; waarschijnlijk zijn meerdere receptoren of verschillende mechanismen hierbij betrokken.
Hoestprikkeldempende stoffen worden gebruikt bij niet-productieve hoest ("droge hoest"), zoals bij virale infecties en bij een verhoogde hoestreflex na blootstelling aan tabaksrook, koude lucht, inspanning en andere factoren.
Combinatie van hoestprikkeldempende stoffen en expectorantia is irrationeel omdat het dempen van de hoestprikkel de bevordering van het ophoesten van bronchussecreet tegengaat.
Tot de hoestprikkeldempende stoffen behoren; cloperastine, codeïne, dextromethorfan, dihydrocodeine ethylmorfine, folcodine, levodropropizine, noscapine, pentoxyverine, thebacon.
 De Nederlandse richtlijn adviseert het gebruik van codeïne en noscapine uitdrukkelijk niet
Begin 2006 komen hoestdranken negatief in het nieuws omdat ze als drug worden gebruikt. Het gaat dan om hoestdranken die dextromethorfan bevatten. Bij het gebruik van sterke overdoseringen zouden hallucinaties optreden, voelen de gebruikers zich wazig en hebben ze moeite met spreken en bewegen.
De Amerikaanse geneesmiddelenautoriteit FDA waarschuwde in mei 2005 voor misbruik van dextromethorfan. Wegens het risico op misbruik is de afleverstatus van dextromethorfan veranderd van uitsluitend apotheek en drogist (UAD) naar uitsluitend apotheek (UA).

### Sederende antihistaminica
Antihistaminica die bij hoest worden toegepast, zijn  promethazine en oxomemazine. Het is niet bekend of deze antihistaminica effect hebben op de hoestprikkel. Ze worden voornamelijk vanwege hun sederende effect toegepast bij hoest, in het bijzonder bij kinderen met nachtelijke hoestklachten. Een nadeel van deze antihistaminica is de anticholinerge werking, waardoor de secretie in de luchtwegen wordt verminderd en het ophoesten wordt bemoeilijkt.

### Restgroep
- Efedrine wordt soms in hoestdranken aangetroffen. Bij de behandeling van astma is dit middel vervangen door veel veiligere middelen als salbutamol dat geïnhaleerd wordt. In plaats van efedrine in te nemen, kan, indien nodig, dan ook veel beter een spray geïnhaleerd worden. Dit kan met name effectief zijn als de hoest veroorzaakt wordt door hyperreactiviteit.
- Een ander middel, clobutinol, werd begin 2008 van de Europese markt genomen omdat het bijwerkingen op het hart bleek te hebben (hartritmestoornissen).
- Bronchusverwijders, zoals salbutamol of ipatropiumbromide verlichten de hoestklachten die gepaard gaan met bronchospasmen bij astma, inspanningsastma en COPD.[10]
- Inhalatiecorticosteroiden worden in de praktijk weleens bij hoest toegepast. Over het gebruik van inhalatiecorticosteroïden bij hoest zijn geen gegevens bekend. Ze zijn wel werkzaam bij pseudokroep.[10]